# Гебхард Ксавер фон Валдбург
Гебхард Ксавер Йохан Йозеф Игнац Вилибалд Евзебиус фон Валдбург (на немски: Gebhard Xaver Johann Joseph Ignaz Willibald Eusebius Freiherr von Waldburg, Graf zu Wolfegg in Waldsee; * 24 юни 1727 във Валдзее; † 26 февруари 1791 в Аугсбург) е фрайхер и граф на Валдбург, Волфег във Валдзее (1748 – 1790), императорски „кемерер“. Той се отказва 1790 г. от управлението.
Той е син на Максимилиан Мария фон Валдбург-Волфег-Валдзее (1684 – 1748), наследствен „трушес“, фрайхер на Валдбург, граф на Валдбург-Валдзее (1724 – 1748), императорски кемерер, и втората му съпруга фрайин Мария Елеонора фон Улм-Ербах (1696 – 1780), дъщеря на фрайхер Франц Антон фон Улм-Ербах и фрайин Мария Анна Клара фон и цу Елзенхайм. Внук е на фрайхер и граф Йохан фон Валдбург-Волфег-Валдзее (1661 – 1724) и втората му съпруга графиня Мария Анна Фугер фон Кирххайм-Вайсенхорн (1659 – 1725). По-малкият му брат Антон Вилибалд (1729 – 1821) е домхер в Аугсбург (1749 – 1781), Залцбург (1762 – 1821), епископски аугсбургски таен съветник, архиепископски залцбургски дворцов камерен президент (1793).
Гебхард Ксавер фон Валдбург умира на 63 години на 26 февруари 1791 г в Аугсбург и е погребан във Валдзее.
Син му Йозеф Антон (1766 – 1833) става първият княз на Валдбург-Волфег-Валдзее на 21 март 1803 г. във Виена.

## Фамилия
Гебхард Ксавер фон Валдбург се жени на 13 октомври 1752 г. за графиня Мария Клара фон Кьонигсег-Аулендорф (* 11 февруари 1733; † 28 юни 1796, Валдзее), дъщеря на фрайхер и граф Карл Зайфрид Евзебиус Фердинанд фон Кьонигсег-Аулендорф (1695 – 1765) и графиня Мария Фридерика Розалия фон Йотинген-Шпилберг (1699 – 1759), дъщеря на граф, 1. княз Франц Албрехт фон Йотинген-Шпилберг (1663 – 1737). Те имат 11 деца:
- Карл Максимилиан Франц (* 21 януари 1754, Валдзее; † 5 март 1795, Биберах, погребан Валдзее), граф на Валдбург-Валдзее (1790 – 1791, отказва се)
- Антон Вилибалд Йохан Стефан Йозеф Евзебиус (* 15 януари 1755, Валдзее; † 28 ноември 1760)
- Мария Тереза Ернестина Розалия Елеонора Валбурга Кресценция Евзебия (* 29 април 1756, Валдзее; † 1840), омъжена I. на 27 април 1777 г. за фрайхер Антон фон Улм-Ербах († 19 февруари 1779, Гюнцбург), II. за Кристиан фон Утц († 1814)
- Франц Конрад Мария Йозеф Еразмус Балтазар Феликс Вилибалд Евзебиус (* 1 януари 1758, Валдзее; † 3 януари 1758, Валдзее)
- Мария Валпурга Елеонора Розалия Текла Мартина Евзебия (* 30 януари 1759; † 1813), омъжена за Алфонс де Фуколт (1773 – 1839)
- Мария Амелия Розалия Елеонора Валбурга Кресценция Евзебия (* 28 ноември 1760, Валдзее)
- Мария Йозефа Хонория Кресценция Валпурга Евзебия фон Валдбург-Волфег-Валдзее (* 17 юли 1762, Валбург; † 13 октомври 1835), омъжена I. на 7 февруари 1782 г. за граф	Карл Емануел Лойтрум фон Ертинген († 19 ноември 1795, Биберах), II. на 4 февруари 1799 г. за граф Арманд Шарлес Давид де Фирмас-Периèс († 18 декември 1828)
- Мария Сидония Антония Валпурга Евзебия (* 14 септември 1763; † 17 юни 1844), монахиня в Бухау, Сустерен и Торн
- Йозеф Антон Ксавер Евзебиус Мария Вунибалд (* 21 февруари 1766, Валдзее; † 3 април 1833, Валдзее), имперски наследствен трушсес, фрайхер на Валдбург, граф на Валдбург-Валдзее (1791), Волфег (1798), 1. княз на Валдбург-Волфег-Валдзее (1803), женен на 10 януари 1791 г. за графиня Мария Йозефа Кресценция Валбурга Катарина Аделхайдис Фугер фон Кирхберг-Вайсенхорн-Бабенхаузен (* 2 август 1770, Бабенхаузен; † 27 декември 1848, Валдзее)
- Мария Кресценция Йохана Йозефа Валпурга Евзебия (* 19 март 1767, Валдзее; † 28 декември 1840), монахиня в Бухау
- Антон Алойз Якоб Евзебиус Мария (* 24 юли 1771, Валдзее; † 2 юли 1774)